# Mirkî, Nedrîhailiv
Mirkî (în ucraineană Мірки) este un sat în comuna Zelenkivka din raionul Nedrîhailiv, regiunea Sumî, Ucraina.

## Demografie
Componența lingvistică a localității Mirkî
     Ucraineană (99,08%)
Conform recensământului din 2001, majoritatea populației localității Mirkî era vorbitoare de ucraineană (99,08%), existând în minoritate și vorbitori de alte limbi.